# Sesto Rapporto IPCC
Il Sesto rapporto è una valutazione delle informazioni scientifiche e socio-economiche sul cambiamento climatico da parte del Gruppo intergovernativo sul cambiamento climatico (IPCC).
A conclusione della 43ª sessione del Gruppo intergovernativo a Nairobi (11-13 aprile 2016), sono state approvate la strategia e la sequenza temporale del futuro Sesto rapporto di valutazione (AR6), accogliendo l'invito dell'UNFCCC di elaborare e pubblicare un report speciale sugli impatti di un riscaldamento globale di 1,5 °C al di sopra dei livelli pre-industriali e i relativi scenari globali di emissione.

## Gruppi di lavoro
Il sesto rapporto dell'IPCC è costituito dai rapporti di tre gruppi di lavoro (WG) e da un rapporto di sintesi.
I rapporti già pubblicati:
- Rapporto speciale sul Riscaldamento globale di 1,5 °C (SR 1.5), pubblicato l'8 ottobre 2018[3]
- Aggiornamento delle linee guida IPCC 2006 per gli inventari nazionali dei gas serra, pubblicato il 12 maggio 2019[4]
- Rapporto speciale Climate change and land (SRCCL), pubblicato il 9 agosto 2019[5]
- Rapporto speciale Ocean and cryosphere in a changing climate (SROCC), pubblicato il 25 settembre 2019 (SROCC)[6]
- Rapporto del primo gruppo di lavoro Cambiamenti Climatici 2021 – La basi fisico-scientifiche (WG1), pubblicato il 9 agosto 2021[7]
- Rapporto del secondo gruppo di lavoro Cambiamenti Climatici 2022 – Impatti, adattamento e vulnerabilità (WG2), è stato pubblicato il 28 febbraio 2022[8]
- Rapporto del terzo gruppo di lavoro Cambiamenti Climatici 2022 – Mitigazione dei cambiamenti climatici (WG3), è stato pubblicato il 4 aprile 2022[9]
- Rapporto di sintesi, pubblicato il 20 marzo 2023[10][11][12]

## Covid-19 e riduzione delle emissioni
Inaspettatamente la riduzione del 7% delle emissioni globali di CO₂ causata dagli effetti del lockdown non ha prodotto alcun effetto sulla concentrazione di CO₂ in atmosfera.

## Cambiamenti Climatici 2021 – La basi fisico-scientifiche (WG1)
Questo primo rapporto è stato scritto da 234 scienziati da 66 diverse nazioni, a seguito dell'analisi di oltre 14000 articoli scientifici ed in seguito approvato da 195 governi partecipanti.

La pubblicazione del documento di sintesi per i legislatori (Summary for Policymakers) è avvenuta il 9 agosto 2021.
In base alle informazioni contenute nel documento di sintesi un riscaldamento di 1.5 °C o 2 °C è possibile solo se importanti e immediate azioni per ridurre le emissioni di gas serra vengono messe in atto.
Il documento di sintesi tecnica fornisce un livello di dettaglio intermedio tra il documento per i legislatori e l'intero report.

## Cambiamenti Climatici 2022 – Impatti, adattamento e vulnerabilità (WG2)
Il rapporto del secondo Gruppo di lavoro (WG2), intitolato Climate Change 2022: Impacts, Adaptation & Vulnerability, è stato pubblicato il 28 febbraio 2022. È composto da 3 675 pagine, frutto del lavoro di 270 scienziati da 67 paesi, e da 37 pagine di "sintesi per i decisori politici", contiene le informazioni sugli impatti del cambiamento climatico sulla natura e sulle attività umane. Gli argomenti esaminati riguardano la perdita di biodiversità, le migrazioni, i rischi per le attività urbane e rurali, la salute, la sicurezza alimentare, le risorse idriche e l'energia.
Il rapporto rileva che gli impatti climatici stanno nella fascia alta delle stime precedenti e che riguardano tutte le parti del mondo.
Circa 3,3-3,6 miliardi di persone della popolazione mondiale rientrano nella categoria "altamente vulnerabili", con i peggiori effetti per i paesi in via di sviluppo. Se le emissioni continueranno con la tendenza attuale, l'Africa perderà il 30% dei terreni coltivati a mais e il 50% dei terreni coltivati a legumi. Un miliardo di persone rischierà di essere sommersa dalle inondazioni a causa dell'innalzamento del livello del mare.
Il rapporto sottolinea le perdite e i danni causati dal cambiamento climatico, un argomento per il quale in precedenza i paesi ricchi hanno resistito dall'assumersi la responsabilità. Siccità, inondazioni e ondate di caldo stanno diventando più frequenti e sono già in corso estinzioni di massa, dalle vegetazioni ai coralli. Il rapporto identifica 127 effetti negativi del cambiamento climatico, alcuni irreversibili.
Il rapporto evidenzia la necessità di conservazione al fine di preservare la biodiversità e mitigare gli effetti del cambiamento climatico: «Analisi recenti, attingendo a una gamma di evidenze, suggeriscono che il mantenimento della resilienza della biodiversità e dei servizi ecosistemici su scala globale dipende da una conservazione effettiva ed equa di circa il 30-50% delle aree terrestri, d'acqua dolce e oceaniche della Terra, compresi gli attuali ecosistemi seminaturali.» Il rapporto si mostra critico nei confronti degli approcci tecnologici alla rimozione dell'anidride carbonica, indicando invece che l'urbanizzazione potrebbe aiutare nell'adozione di strategie di mitigazione come i trasporti pubblici e le energie rinnovabili. Inoltre il rapporto avvisa che esistono rischi elevati associati a strategie come la gestione delle radiazioni solari, rimboschire in luoghi inadatti o «bioenergie realizzate male, con o senza cattura e stoccaggio del carbonio».
Il rapporto descrive come il cambiamento climatico, insieme ad altri fattori, aumenti il rischio di insorgenza di malattie come la pandemia di COVID-19.
La Cina è il paese che pagherà il costo finanziario più elevato se le temperature continueranno a crescere. Gli impatti includeranno insicurezza alimentare, scarsità idrica, inondazioni, specialmente nelle zone costiere dove vive la maggior parte della popolazione, e cicloni più violenti. A un certo punto una parte della Cina potrebbe essere soggetta a temperature di bulbo umido superiori a quelle che i mammiferi e gli esseri umani possono tollerare per più di sei ore.
Il rapporto mette molta enfasi sui limiti di adattamento; afferma che alcuni sistemi umani e naturali hanno già raggiunto "limiti di adattamento soft" inclusi i sistemi umani in Australia, piccoli stati insulari, America, Africa ed Europa e alcuni sistemi naturali raggiungono anche i "limiti di adattamento hard" come coralli, zone umide, foreste pluviali, ecosistemi nelle regioni polari e montane.
Sino al livello di riscaldamento globale di 1,5 °C, rispetto all'epoca preindustriale, le limitate risorse di acqua dolce pongono potenziali limiti per i piccoli stati insulari e per le regioni dipendenti dai ghiacciai e dallo scioglimento delle nevi; con 2 °C di riscaldamento, i limiti sono stimati per le molteplici colture di base in molte aree di coltivazione, in particolare nelle regioni tropicali; con 3 °C di riscaldamento globale sono previsti limiti per alcune misure di gestione dell'acqua per molte regioni, con limiti maggiori per molte parti d'Europa.
Il rapporto afferma che anche un superamento temporaneo del limite di 1,5 °C comporterà effetti negativi sull'uomo e sugli ecosistemi: «A seconda dell'entità e della durata del superamento, alcuni impatti causeranno il rilascio di ulteriori gas serra e alcuni saranno irreversibili, anche se il riscaldamento globale sarà ridotto». 
Sebbene le prospettive del rapporto siano sconfortanti, la sua conclusione sostiene che c'è ancora tempo per limitare il riscaldamento a 1,5 °C riducendo drasticamente le emissioni di gas serra, ma tale azione deve essere intrapresa immediatamente.
Secondo il rapporto, per uno "sviluppo resiliente al clima" è necessaria la cooperazione internazionale, ma con il riscaldamento attuale questo sviluppo è difficile da raggiungere. Sarà ancora più difficile se la temperatura globale aumenterà di 1,5 °C rispetto ai livelli preindustriali, mentre se aumenterà di oltre 2 °C diventerà impossibile in alcune regioni e sottoregioni.

### Italia e Mediterraneo
Nel "Focal Point IPCC per l'Italia", gli scienziati italiani che hanno collaborato alla stesura del WG2 spiegano i contenuti del rapporto, in particolare per quanto riguarda l'Italia, l'Europa e il Mediterraneo.
L'IPCC identifica quattro categorie di rischio per l'Europa:
- Rischi delle ondate di calore su popolazioni ed ecosistemi. È previsto che il numero dei decessi e delle persone a rischio di stress da calore raddoppierà o triplicherà con l'innalzamento della temperatura a 3 °C, rispetto a 1,5 °C.
- Rischi per la produzione agricola. La combinazione di caldo e siccità porterà nel XXI secolo a perdite sostanziali in termini di produzione agricola per la maggior parte delle aree europee.
- Rischi di scarsità di risorse idriche. Nell'Europa meridionale il rischio di scarsità di risorse idriche è già elevato per un riscaldamento globale di 1,5 °C e diventa molto alto per un innalzamento di 3 °C. Nel caso di un innalzamento di temperatura di 3 °C il rischio di scarsità di risorse idriche diventa alto anche nell'Europa centro-occidentale.
- Rischi prodotti da maggiore frequenza e intensità di inondazioni. Con la variazione delle precipitazioni e l'innalzamento del livello del mare, i rischi per le persone e le infrastrutture aumenteranno in molte regioni d'Europa.

### Reazioni
Il Segretario generale delle Nazioni Unite, António Guterres, ha definito il rapporto «un atlante della sofferenza umana e uno schiacciante atto d'accusa per l'incapacità dei leader di combattere il cambiamento climatico», «I fatti sono innegabili [...] I più grandi inquinatori del mondo sono colpevoli dell'incendio doloso della nostra unica casa». L'inviato speciale del Presidente degli Stati Uniti per il clima, John Kerry, ha commentato: «Abbiamo assistito all'aumento degli eventi estremi alimentati dal clima e ai danni che si sono lasciati alle spalle, vite perse e mezzi di sussistenza rovinati. La domanda a questo punto non è se possiamo evitare del tutto la crisi ma se possiamo evitare le conseguenze peggiori».
La direttrice esecutiva del Programma delle Nazioni Unite per l'ambiente (UNEP), Inger Andersen, ha commentato: «La natura può essere la nostra salvatrice, ma solo se prima la salviamo noi».

## Cambiamenti Climatici 2022 - Mitigazione del cambiamento climatico (WG3)
Il report è stato presentato il 4 aprile 2022 cinque anni dopo aver definito la sua struttura nel 2017.
 
Tuttavia secondo alcuni osservatori, alcuni paesi hanno provato a fare delle modifiche per smorzare i segnali di pericolo riportati nel report, portando alla preoccupazione che alcune conclusioni siano state alleggerite.
Il WG3 conclude che "le emissioni nette di GHG antropogenici sono aumentate dal 2010 in tutti i principali settori a livello globale. Un aumento delle emissioni può essere attribuito alle aree urbane. La riduzione delle emissioni di CO2 da carburanti fossili e processi industriali, a causa dell'aumento dell'intensità energetica del PIL e dell'intensità carbonica dell'energia, è stata inferiore dell'incremento di emissioni dall'aumento globale delle attività industriali, energetiche, del trasporto, dell'agricoltura e dell'edilizia"